# Bildkoordinate
Unter Bildkoordinaten versteht man in der Astronomie und Photogrammetrie die 2D-Koordinaten von Objekten auf fotografischen Filmen oder Platten.
Die Bildkoordinaten werden meistens mit x, y bezeichnet. Sie werden auf dem Komparator gemessen, einem Plattenmessgerät mit beweglichem Schlitten für den Fototräger, sowie mit Messmikroskopen und Mikrometern. Die Messung kann bei gut definierten Punkten (ideale Passpunkte, nicht zu helle Anschlusssterne usw.) mit Genauigkeiten bis zu 0,001 mm (1 µm) erfolgen.
Die Bildkoordinaten werden über eine geeignete Koordinatentransformation in das gewünschte Koordinatensystem umgerechnet. Bei dieser Transformation können auch kleine systematische Fehler im mathematischen Modell berücksichtigt oder beseitigt werden.
Bei CCD-Sensoren ergeben sich die Bildkoordinaten direkt aus dem Raster der Pixel, d. h. den elektronisch ausgelesenen Reihen und Spalten des Chips. Wenn ein Bildpunkt nicht nur ein Pixel, sondern mehrere belichtet, können die Bildkoordinaten sehr genau – auf Bruchteile eines Pixels – bestimmt werden.
Im übertragenen Sinn kann auch von Bildkoordinaten bei elektronisch-bildgebende Verfahren gesprochen werden, insbesondere bei Rastermethoden wie der Computertomografie oder bei einem Rastertunnelmikroskop.